# クルタトーネ
クルタトーネ（伊: Curtatone）は、イタリア共和国ロンバルディア州マントヴァ県にある、人口約15,000人の基礎自治体（コムーネ）。

## 地理

### 位置・広がり

#### 隣接コムーネ
隣接するコムーネは以下の通り。
- ボルゴ・ヴィルジーリオ
- カステッルッキオ
- マントヴァ
- マルカリーア
- ポルト・マントヴァーノ
- ローディゴ

### 気候分類・地震分類
気候分類では、zona E, 2388 GGに分類される。
また、イタリアの地震リスク階級 (it) では、zona 3 (sismicità bassa) に分類される。

## 行政

### 分離集落
クルタトーネには、以下の分離集落（フラツィオーネ）がある。
- Buscoldo, Curtatone, Eremo, Grazie, Levata, Montanara (sede comunale), Ponteventuno, San Lorenzo, San Silvestro

## 文化・観光
分離集落Grazieは、「イタリアの最も美しい村」クラブの加盟メンバーである。

## 自然・環境
Grazie集落の北側、ローディゴおよびポルト・マントヴァーノにまたがって広がるミンチョ川の氾濫原 Valli del Mincioは、ラムサール条約の定める「国際的に重要な湿地」に登録されている。イタリアのラムサール条約登録地一覧も参照。

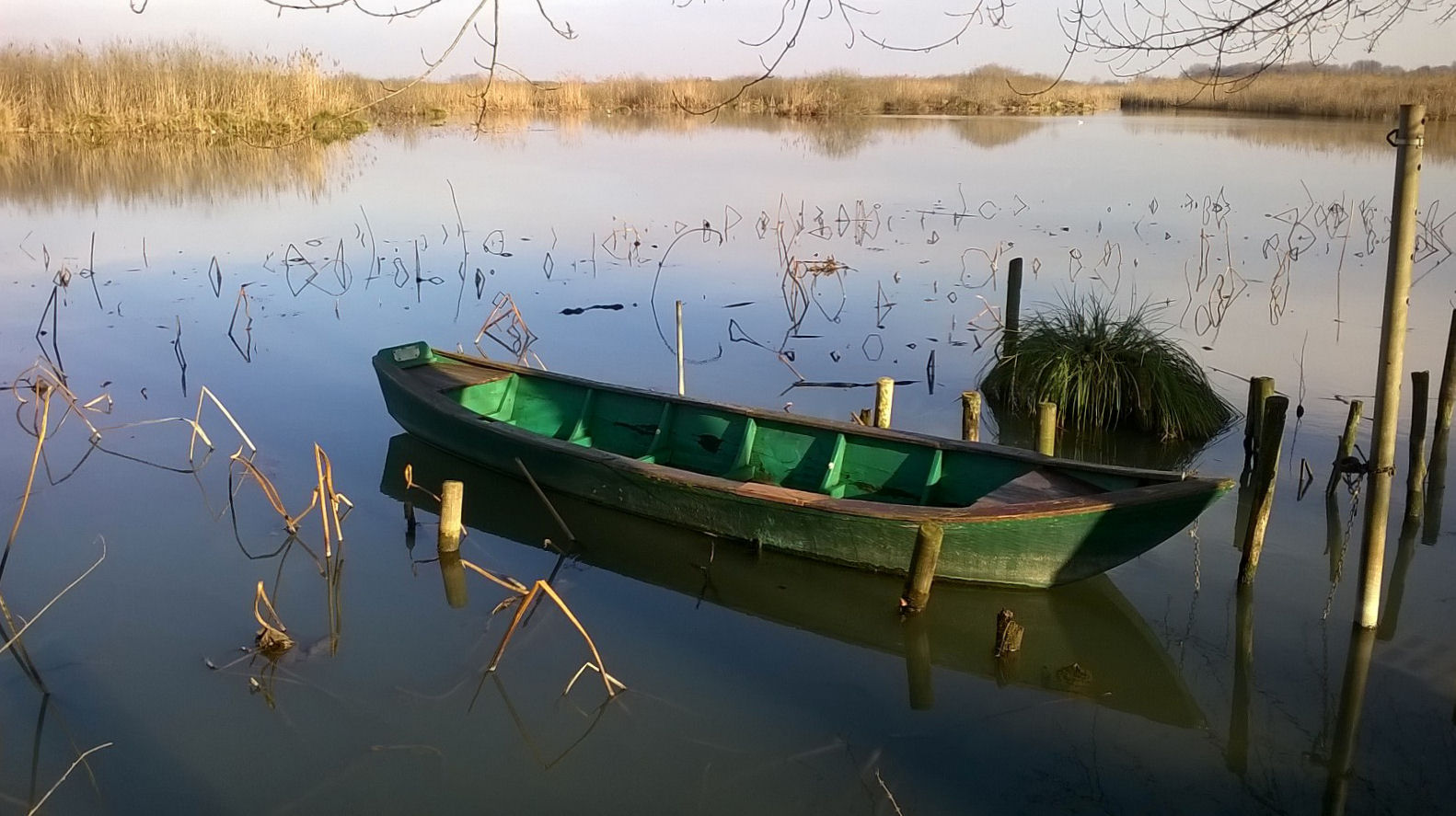
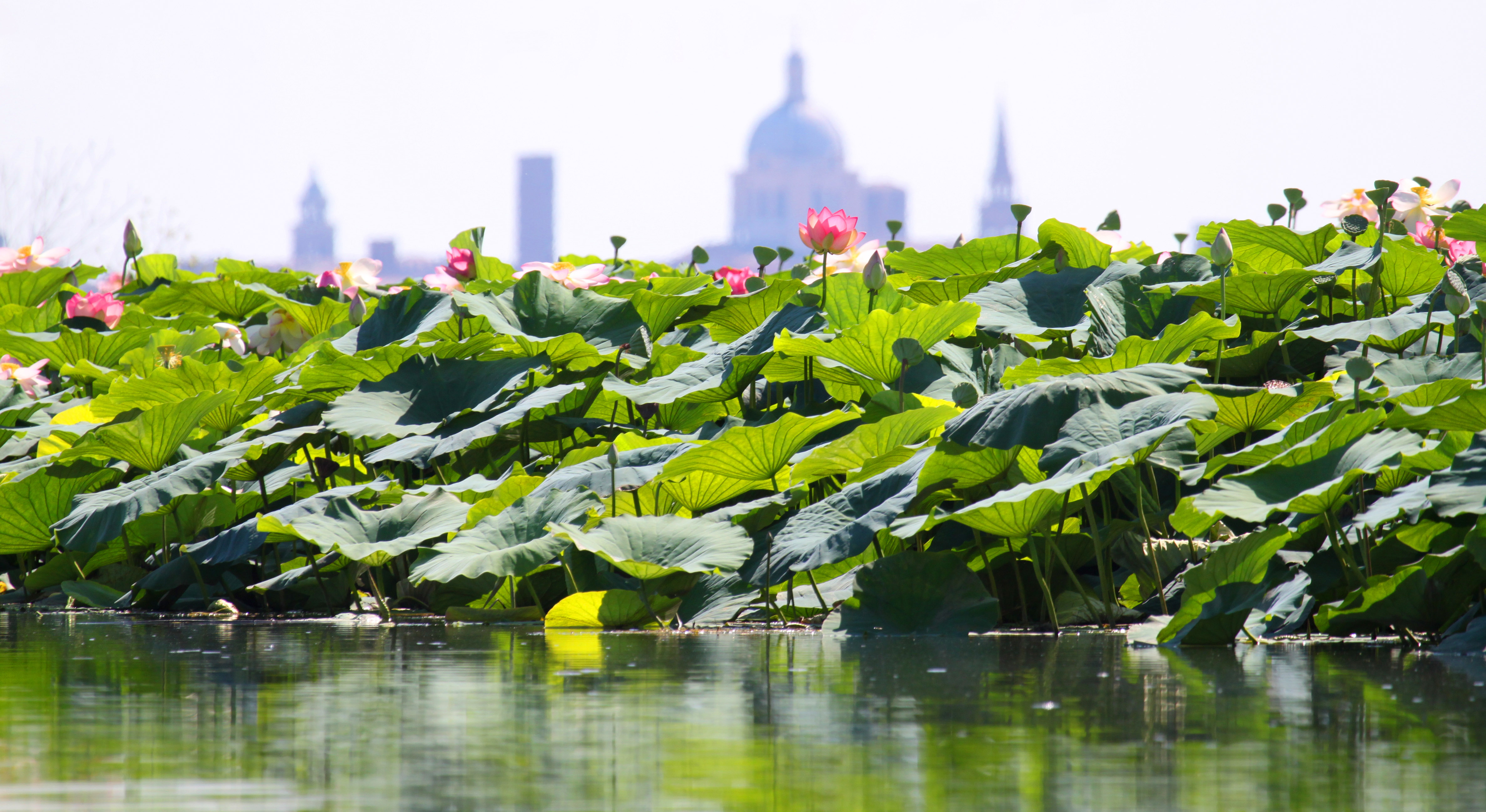
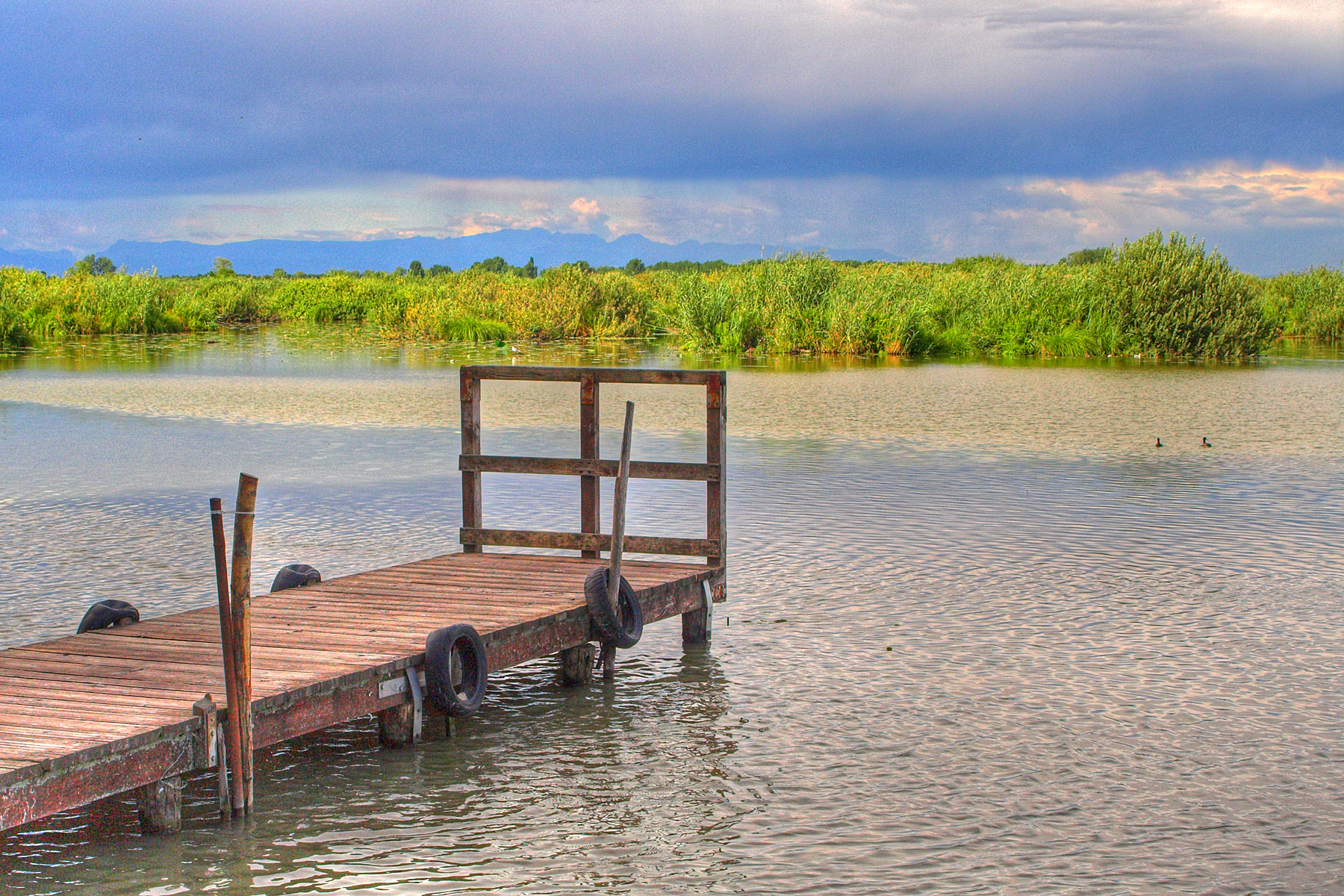